# Józef Gabriel Świerczyński
Józef Gabriel Świerczyński herbu Ostoja (ur. 5 marca 1800 r. w Krzykowicach  - zm. 9 sierpnia 1858 r. w Lublinie) – sędzia prezydujący w Sądzie Policji Poprawczej w Kaliszu, prokurator Sądu Kryminalnego w Lublinie, radca kolegialny, członek Deputacji Szlacheckiej, nauczyciel prawa w gimnazjum gubernialnym w Piotrkowie.

## Życiorys
Józef Gabriel Świerczyński urodził się 5 marca 1800 roku w Krzykowicach, w rodzinie szlacheckiej pieczętującej się herbem Ostoja, wywodzącej się ze Świerczyńska Mniejszego koło Rozprzy w dawnym powiecie piotrkowskim województwa sieradzkiego. Jego rodzicami byli małżonkowie - Franciszek Świerczyński, posesor klucza krzykowskiego ekonomii koronnej wolborskiej i Antonina z Kamińskich. Ożeniony był z Emilią Bayer (Amelią Bajer).
Józef Świerczyński był absolwentem Uniwersytetu Warszawskiego, Wydziału Prawa i Administracji. W latach 1830–1834 sprawował funkcję pisarza Obwodu Piotrkowskiego. W roku 1835 pełnił obowiązki inkwirenta przy Sądzie Policji Poprawczej w Piotrkowie. Był także nauczycielem prawa w gimnazjum gubernialnym w Piotrkowie. W roku 1842 mianowany został podprokuratorem przy Sądzie Policji Poprawczej w Piotrkowie, a następnie, w latach 1843-1856, piastował stanowisko sędziego prezydującego w Sądzie Policji Poprawczej w Kaliszu. W latach 1856–1857 pełnił funkcję prokuratora Sądu Kryminalnego w Lublinie.. W latach 1857–1858 był członkiem Deputacji Szlacheckiej, z urzędu zasiadającym w Biurze Marszałka Szlachty Guberni Lubelskiej. Pełnił też obowiązki radcy kolegialnego.